# 菲拉德爾菲亞 (巴拉圭)
菲拉德爾菲亞（西班牙語：Filadelfia）是位於巴拉圭的城市，為博克龍省首府。距首都亞松森約5小時車程。人口約 20,000。
菲拉德爾菲亞由逃離蘇聯的俄羅斯門諾派教徒所建立。